# Драгочай
Драгочай (серб. Драгочаj) — населённый пункт (посёлок) в общине Баня-Лука (Град Баня-Лука), который принадлежит энтитету Республике Сербской, Босния и Герцеговина.

## География
Расположен в 10 км к северо-западу от центра города Баня-Лука, в направлении Козары и Приедора. Через Драгочай проходит участок железной дороги Баня-Лука — Приедор.

## История
Драгочай печально известен как место, где 1 августа 1941 усташи совершили первый массовый расстрел сербского мирного населения. В тот день усташи ворвались в село и стали расстреливать местных жителей из пистолетов-пулемётов и винтовок, целя по окнам и дверям. Тех, кто успевал укрыться от выстрелов, усташи догоняли и забивали до смерти кирками и лопатами.

## Население
Численность населения посёлка Драгочай по переписи 2013 года составила 2 474 человека.
Этнический состав населения населённого пункта по данным переписи 1991 года:
- хорваты — 1.890 (73,31 %),
- сербы — 478 (18,54 %),
- югославы — 141 (5,46 %),
- боснийские мусульмане — 21 (0,81 %),
- прочие — 48 (1,86 %),
- всего — 2578

## Образование
С 1909 года в селе есть начальная школа имени Десанки Максимович.